# Atractus orcesi
Espèce
Atractus orcesi est une espèce de serpents de la famille des Dipsadidae.

## Répartition
Cette espèce se rencontre en Équateur et en Colombie sur le versant amazonien de la cordillère des Andes.

## Description
L'holotype de Atractus occidentalis mesure 307,5 mm dont 38,5 mm pour la queue.

## Étymologie
Cette espèce est nommée en l'honneur de Gustavo Edmundo Orcés Villagómez.

## Publication originale
- Savage, 1955 : Descriptions of new colubrid snakes, genus Atractus, from Ecuador. Proceedings of the Biological Society of Washington, vol. 68, p. 11-20 (texte intégral).